# Laleham
Koordinaten: 51° 25′ N, 0° 29′ W
Laleham ist ein Dorf im Bezirk Spelthorne der Grafschaft Surrey in South East England.
Die „historical town of Chertsey“ (die historische Stadt Chertsey) ist gegenüber auf der anderen Seite der Themse zu finden, man erreicht sie über die Chertsey Bridge. Die Schleuse Penton Hook Lock liegt am nördlichen Rand des Ortes.

## Geschichte
Der Name von Laleham kommt vermutlich vom alten Wort „lael“, das so viel wie „Zweig“, Wasserau (englisch water meadow) oder auch Dorf bedeutet.
Schon Aufzeichnungen aus dem 10. Jahrhundert erwähnen das Dorf. Und auch im Domesday Book von 1086 wird das Dorf unter dem Namen Leleham genannt.
Ursprünglich gehörte Laleham zur Grafschaft Middlesex.

## Gegenwart

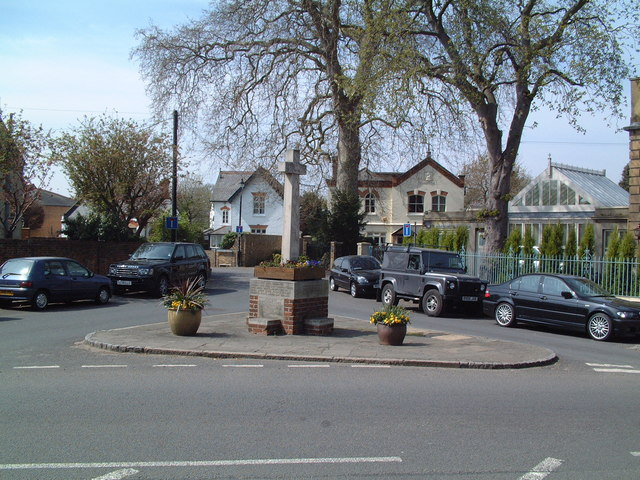
Kriegsdenkmal in Laleham

In Laleham ist ein wildlife park namens Laleham Park zu finden, der ziemlich direkt an der Themse liegt.
Laleham beherbergt den Burway Rowing Club (Burway Ruderclub) sowie einen Bogenschützenverein.

## Bekannte Söhne und Töchter Lalehams
- Matthew Arnold (1822–1888), Dichter und Kulturkritiker
- Alfred Robens (1910–1999), Gewerkschaftsfunktionär, Politiker und Industriemanager
- Gabrielle Anwar (* 1970), Schauspielerin und Filmproduzentin
- Jennifer Thanisch (* 1964), Schauspielerin